# سرطان كماني قرني
سرطان كماني قرني (الاسم العلمي: Uca capricornis) هو نوع من الحيوانات يتبع جنس السرطان الكماني من فصيلة السرطانات الشبحية.